# Passiflora rubra
Passiflora rubra är en passionsblomsväxtart som beskrevs av Carl von Linné. Passiflora rubra ingår i släktet passionsblommor, och familjen passionsblomsväxter. Inga underarter finns listade i Catalogue of Life.